# Julia Cedeño
Julia Cedeño, geborene Wenzel (* 12. Januar 1998 in München) ist eine deutsche Volleyball- und Beachvolleyballspielerin, die derzeit für die Binder Blaubären TSV Flacht aktiv ist.

## Karriere
Wenzel besuchte nach ihrem Umzug von München nach Stuttgart eine Sportschule. Zunächst war sie beim Turnen aktiv, bevor sie durch Freundinnen zum Volleyball kam. Sie lernte zunächst am Bundesstützpunkt. In der Saison 2015/16 kam sie erstmals in der zweiten Mannschaft von Allianz MTV Stuttgart zum Einsatz, die in der Zweiten Liga Süd spielt. Die Juniorinnen-Nationalspielerin hatte in der Saison 2016/17 dann ein Doppelspielrecht, mit dem sie auch in Stuttgarts Bundesliga-Mannschaft eingesetzt wurde. 2017/18 war die Außenangreiferin dann wieder in der Zweiten Liga aktiv. Danach wechselte sie zum Bundesliga-Aufsteiger NawaRo Straubing. Mit dem Verein erreichte sie in der Saison 2018/19 den zehnten Platz in der Bundesliga und das Viertelfinale im DVV-Pokal. Anschließend spielte sie beim Ligakonkurrenten 1. VC Wiesbaden. 2021 wechselte Wenzel zum Bundesliga-Aufsteiger VC Neuwied 77.
Zur Spielzeit 2023/24 wechselte sie in die 2. Volleyball-Bundesliga Pro und schloss sich den Binder Blaubären TSV Flacht an, welche sie in ihrer ersten Saison als Kapitänin ins Feld führte.
Im Beachvolleyball trat Wenzel von 2014 bis 2016 mit wechselnden Partnerinnen bei Nachwuchsturnieren an. 2018 spielte sie neben einigen kleineren Turnieren auch bei der Techniker Beach Tour, wobei sie in Düsseldorf mit Annie Cesar ins Hauptfeld kam. 2019 spielte sie diverse Turniere der Kategorie 1.